# Liste der Bundespräsidenten der Republik Österreich

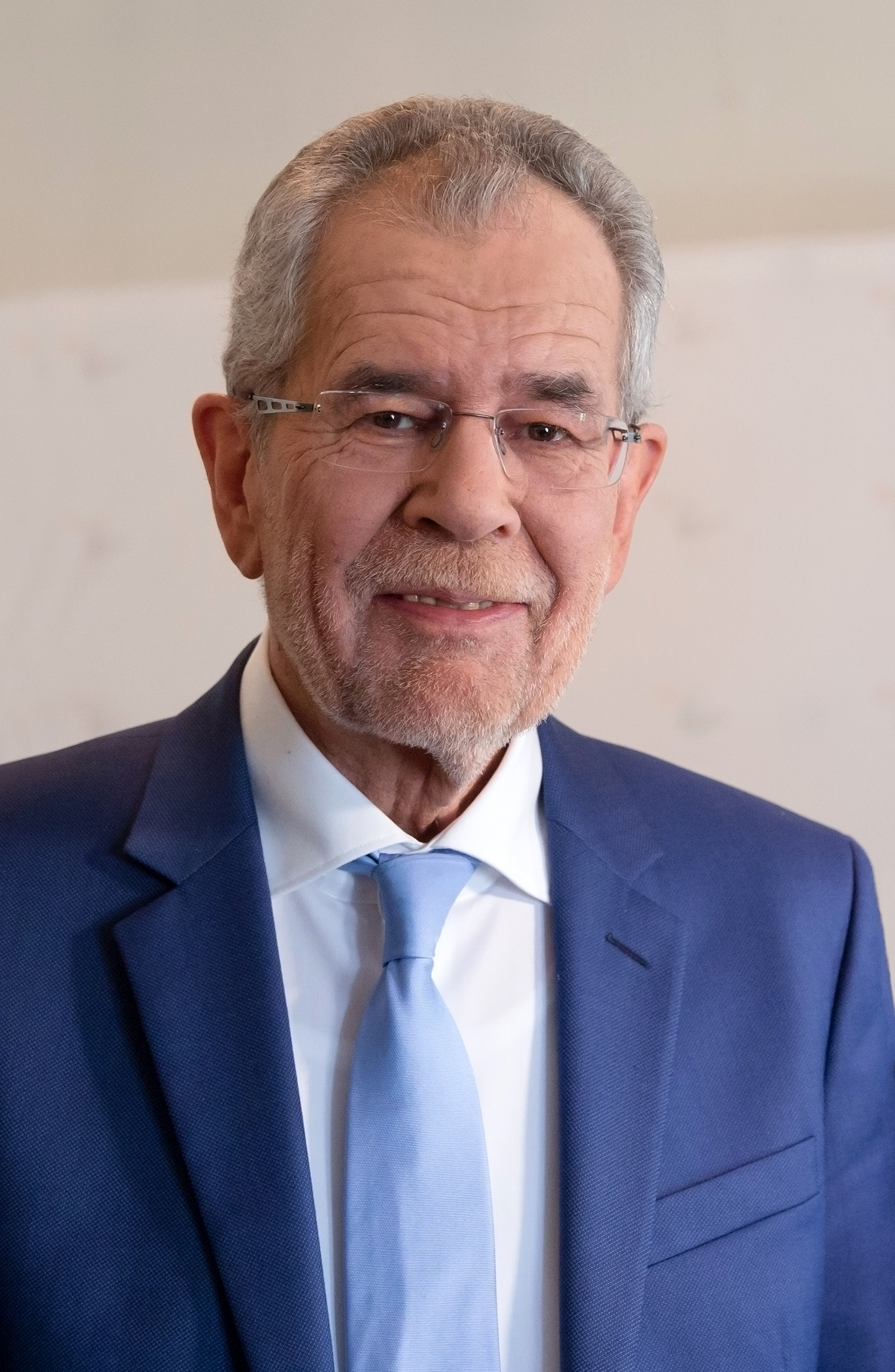
Der amtierende österreichische Bundespräsident Alexander Van der Bellen

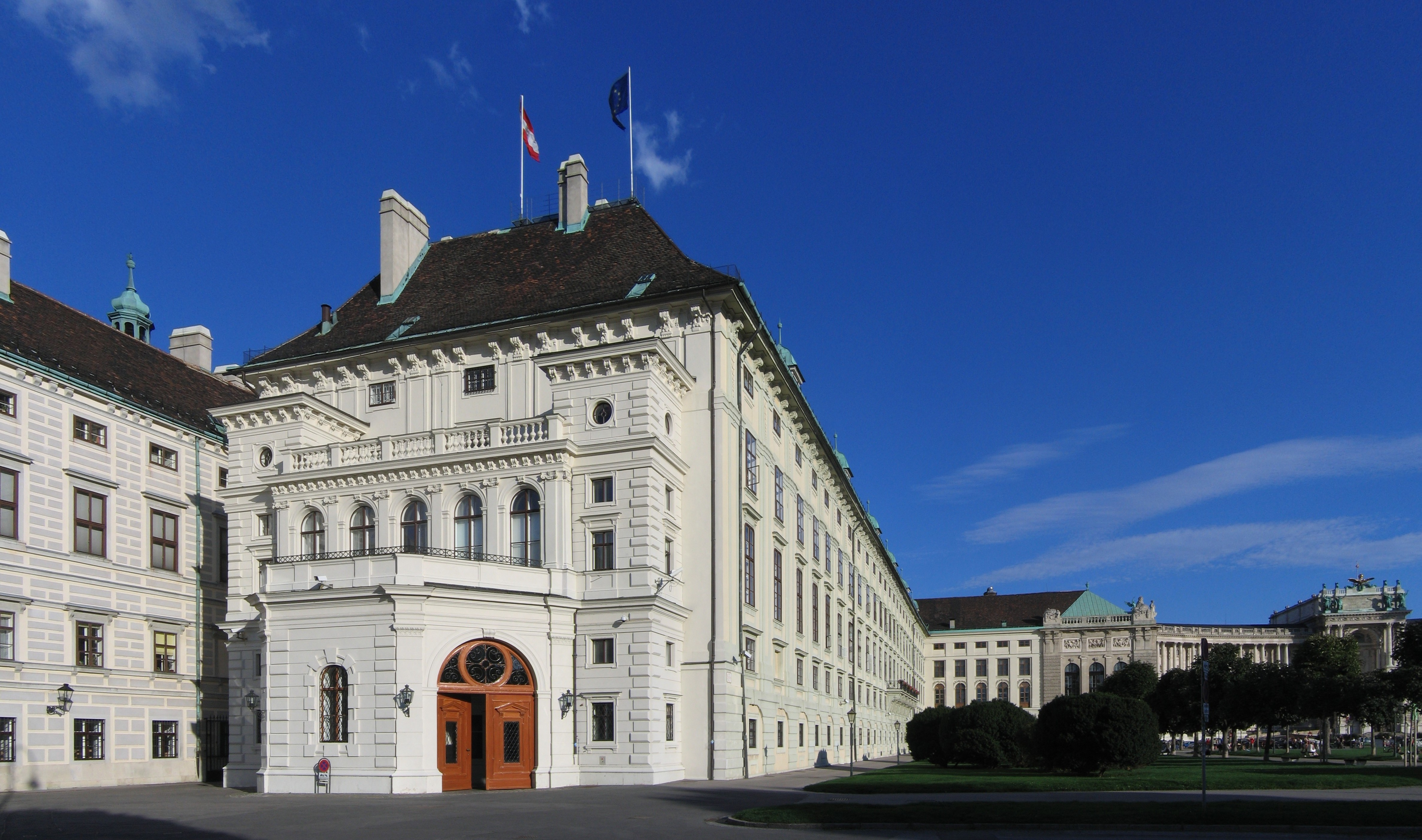
Präsidentschaftskanzlei im Leopoldinischen Trakt der Hofburg

Die Liste der Bundespräsidenten Österreichs enthält alle zwölf Staatsoberhäupter (einen Präsidenten der Nationalversammlung und elf Bundespräsidenten) der Republik Österreich.

## Einführung
Erstes Staatsoberhaupt der Ersten Republik waren vom 30. Oktober 1918 bis zum 15. März 1919 die drei gleichberechtigten Vorsitzenden des Staatsrates und der Provisorischen Nationalversammlung für Deutschösterreich, Franz Dinghofer, Johann Hauser und Karl Seitz, auch als Staatsratsdirektorium bezeichnet. Je einer der drei führte den Vorsitz im Haus (= Parlament), im Rat (= Staatsrat, Exekutivausschuss des Parlaments) und im Kabinett (= Staatsregierung Renner I), wobei sie einander in diesen Funktionen jede Woche abwechselten. Der Staatsrat übernahm mit Gesetz vom 12. November 1918 auch formal alle Funktionen, die zuvor dem Kaiser oblagen.
Am 4. März 1919 trat die erstmals von allen großjährigen weiblichen und männlichen Staatsbürgern (außer im Burgenland, das erst 1921 zu Österreich kam) gewählte Konstituierende Nationalversammlung zusammen und wählte am 5. März 1919 Karl Seitz zu ihrem Präsidenten. Sie beschloss am 14. März 1919 die Abschaffung des Staatsrates; seine parlamentarischen Funktionen gingen auf den Hauptausschuss des Parlaments über, seine exekutiven Funktionen auf den Präsidenten der Nationalversammlung und auf die Staatsregierung. Mit dem Inkrafttreten dieses Gesetzes am 15. März 1919 war Karl Seitz bis zum 9. Dezember 1920 alleiniges Staatsoberhaupt. Für diese Funktion wurde keine spezielle Funktionsbezeichnung festgelegt.
Am 10. November 1920 trat das von der Nationalversammlung am 1. Oktober 1920 beschlossene Bundes-Verfassungsgesetz (B-VG), bis heute die Verfassung Österreichs, in Kraft. Seitz hatte nun die Kompetenzen des Bundespräsidenten, ohne diese Funktionsbezeichnung zu führen. Dem B-VG entsprechend wählte die aus Nationalrat und Bundesrat bestehende Bundesversammlung am 9. Dezember 1920 Michael Hainisch zum ersten Bundespräsidenten, der Seitz’ Funktionen als Staatsoberhaupt am gleichen Tag übernahm.
Das Amt des Bundespräsidenten wurde mit der zweiten Bundesverfassungsnovelle 1929 wesentlich aufgewertet. Das Staatsoberhaupt sollte nun gemäß Artikel 60 B-VG vom Bundesvolk direkt gewählt werden, seine Amtsperiode wurde auf sechs Jahre verlängert.
Wilhelm Miklas war 1928 für seine erste Amtsperiode noch vom Parlament gewählt worden; seit 1929 kamen ihm die erweiterten Rechte des Bundespräsidenten zu. Die für 1931 angesetzte Volkswahl wurde durch ein Sondergesetz abgesagt, und Miklas durch die Bundesversammlung wiedergewählt. In der Zeit der Ständestaatsdiktatur blieb Miklas im Amt, eine Bundespräsidentenwahl durch die Bürgermeister, wie sie die oktroyierte Maiverfassung vorsah, fand nie statt. Die Wahl Karl Renners zum ersten Bundespräsidenten der Zweiten Republik wurde 1945 im besetzten Nachkriegsösterreich der Einfachheit halber ebenfalls im Parlament vollzogen. Die 1929 beschlossene Volkswahl wurde daher erst 1951 Realität, als Theodor Körner gewählt wurde.
Seit 1951 wird der Bundespräsident nach Artikel 60 B-VG vom Bundesvolk gewählt. Treten zur Wahl mehr als zwei Kandidaten an, ergibt sich in der Regel ein zweiter Wahlgang für die beiden Kandidaten mit den meisten Stimmen, da zur Wahl mehr als die Hälfte der abgegebenen Stimmen benötigt werden. Der Bundespräsident kann nach sechs Jahren Amtsdauer einmal wiedergewählt werden.
Mit Alexander Van der Bellen übernahm 2017 zum ersten Mal in der Geschichte der Zweiten Republik eine Person das Amt des Bundespräsidenten, die weder von der SPÖ noch der ÖVP nominiert wurde.

## Bundespräsidenten
Folgende zwölf Personen waren von der Nationalversammlung, seit 1920 von der Bundesversammlung, seit 1951 vom Bundesvolk gewählte Staatsoberhäupter.
- Nr.: chronologische Reihenfolge
- Bundespräsident: Name[3]
- Lebensdaten: Geburts- und ev. Sterbedatum[3]
- Partei: Die Partei, der der Präsident angehört (hat)
- Periode: Anzahl der Perioden, die der Präsident im Amt war (maximal zwei Amtsperioden)
- Amtszeit: Die jeweilige Amtsperiode[4]
- %: Prozentsatz der gültigen Stimmen für die Person (ggf. im zweiten Wahlgang)[4]
- Wahlgang: Anzahl der Wahlgänge bis zur Entscheidung (maximal zwei)[4]
- Im Amt verstorben: ja, wenn der Präsident während seiner Amtszeit verstorben ist

| Nr.                         | Bundespräsident | Lebensdaten                                                                | Partei                     | Periode                    | Amtszeit                              | %                          | Wahlgang                   | Im Amt verstorben          |
| Erste Republik (1918–1938)  | Erste Republik (1918–1938) | Erste Republik (1918–1938)                                                 | Erste Republik (1918–1938) | Erste Republik (1918–1938) | Erste Republik (1918–1938)            | Erste Republik (1918–1938) | Erste Republik (1918–1938) | Erste Republik (1918–1938) |
| --------------------------- | --- | -------------------------------------------------------------------------- | -------------------------- | -------------------------- | ------------------------------------- | -------------------------- | -------------------------- | -------------------------- |
| 1                           | Karl Seitz | * 4. September 1869 in Wien † 3. Februar 1950 in Wien                      | SDAPDÖ                     | 1.                         | 15. März 1919 – 9. Dezember 1920      | –                          | –                          | Nein                       |
| 1                           | Karl Seitz absolvierte nach der Schule die Lehrerbildungsanstalt St. Pölten. Nachdem er 1897 aus dem Schuldienst entlassen wurde, war er im Bildungsbereich der SDAPDÖ tätig. Er kandidierte 1901 erstmals für die SDAPÖ und wurde in das Abgeordnetenhaus des Reichsrates als erster sozialdemokratischer Abgeordneter der 4. Kurie gewählt. Ein Jahr später zog er auch in den Niederösterreichischen Landtag ein. Von 1920 bis 1934 war er Vorsitzender der SDAPDÖ. Der Provisorischen Nationalversammlung für Deutschösterreich stand er als einer der drei Präsidenten und Vorsitzender des Staatsrates vor und als Präsident der Konstituierenden Nationalversammlung war er 1919/1920 bis zur Wahl Hainischs Staatsoberhaupt. 1923 bis 1934 war Seitz Bürgermeister und Landeshauptmann von Wien. 1934, zur Zeit des Ständestaates, sowie 1944/45 war er in Haft und in einem Konzentrationslager. 1945 kehrte er nach Wien zurück. |                                                                            |                            |                            |                                       |                            |                            |                            |
| 2                           | Michael Hainisch | * 15. August 1858 in Aue bei Schottwien † 26. Februar 1940 in Wien         | parteilos                  | 1.                         | 9. Dezember 1920 – 9. Dezember 1924   | –                          | –                          | Nein                       |
| 2                           | Michael Hainisch | * 15. August 1858 in Aue bei Schottwien † 26. Februar 1940 in Wien         | parteilos                  | 2.                         | 9. Dezember 1924 – 10. Dezember 1928  | –                          | –                          | Nein                       |
| 2                           | Der parteilose Michael Hainisch folgte Karl Seitz 1920 als Staatsoberhaupt nach und war der erste offizielle Bundespräsident. Nach seiner juristischen Ausbildung in Leipzig und Wien absolvierte er seine Gerichtspraxis und verbrachte einige Jahre im Staatsdienst. Danach war er als Volksbildner tätig und ein Mitbegründer der Wiener Zentralbibliothek. Er war aufgrund seiner Amtsführung bei allen politischen Lagern anerkannt und war ein Förderer der Landwirtschaft, der Elektrifizierung der Eisenbahnen, des Fremdenverkehrs, des österreichisch-deutschen Handels, des ländlichen Brauchtums und der Schaffung eines Denkmalschutzgesetzes. 1938 sprach er sich für den Anschluss Österreichs an das Deutsche Reich aus. |                                                                            |                            |                            |                                       |                            |                            |                            |
| 3                           | Wilhelm Miklas | * 15. Oktober 1872 in Krems † 20. März 1956 in Wien                        | CS/VF                      | 1.                         | 10. Dezember 1928 – 9. Oktober 1931   | –                          | –                          | Nein                       |
| 3                           | Wilhelm Miklas | * 15. Oktober 1872 in Krems † 20. März 1956 in Wien                        | CS/VF                      | 2.                         | 9. Oktober 1931 – 13. März 1938       | –                          | –                          | Nein                       |
| 3                           | Nach seinem Studium an der Universität Wien war Miklas Hilfslehrer an verschiedenen Gymnasien der Monarchie. 1907 startete er seine politische Karriere mit der Funktion des Reichsratsabgeordneten. 1908 war er Abgeordneter zum Niederösterreichischen Landtag. Zwischen 1918 und 1920 war er sowohl Mitglied der Provisorischen als auch der Konstituierenden Nationalversammlung. Zwischen 1923 und 1928 war Miklas dann Präsident des Nationalrates. Danach, am 10. Dezember 1928, wurde er von der Bundesversammlung zum Bundespräsidenten Österreichs gewählt. Er war der erste und bisher einzige Bundespräsident, in dessen Amtszeit der Nationalrat von der Bundesregierung lahmgelegt wurde. Durch seine Passivität als Präsident ermöglichte es Miklas Engelbert Dollfuß, den austrofaschistischen Ständestaat zu errichten und die autoritäre Maiverfassung zu proklamieren. Miklas wurde von Dollfuß im Amt belassen. Postum entdeckte Notizen Miklas’ zeigten seine Abneigung Dollfuß gegenüber allerdings deutlich. Im Zuge des „Anschlusses“ trat er am 13. März 1938 auf Druck der Nationalsozialisten zurück, da er das Anschlussgesetz nicht unterzeichnen wollte. |                                                                            |                            |                            |                                       |                            |                            |                            |
| Zweite Republik (seit 1945) | |                                                                            |                            |                            |                                       |                            |                            |                            |
| 4                           | Karl Renner | * 14. Dezember 1870 in Unter-Tannowitz, Mähren † 31. Dezember 1950 in Wien | SPÖ                        | 1.                         | 20. Dezember 1945 – 31. Dezember 1950 | –                          | –                          | Ja ↓                       |
| 4                           | Karl Renner war einer der einflussreichsten Politiker Österreichs. Der ausgebildete Jurist war nach dem Ersten Weltkrieg von 1918 bis 1920 als Staatskanzler maßgeblich am Entstehen der Ersten Republik beteiligt. Er leitete auch die österreichische Delegation bei den Verhandlungen in Saint-Germain und war von 1931 bis 1933 Präsident des österreichischen Nationalrates. Sein Rücktritt löste eine Geschäftsordnungskrise aus, die die Bundesregierung Dollfuß nutzte, um das Parlament auszuschalten. So wie zahlreiche andere Sozialdemokraten wurde er 1934 vorübergehend inhaftiert. Nach dem Zweiten Weltkrieg war er wiederum Kanzler der provisorischen Staatsregierung. Am 20. Dezember 1945 wählte ihn die Bundesversammlung einstimmig zum ersten Bundespräsidenten der Zweiten Republik. Er bekleidete das Amt bis zu seinem Tod am 31. Dezember 1950. |                                                                            |                            |                            |                                       |                            |                            |                            |
| 5                           | Theodor Körner | * 24. April 1873 in Új Szőny, Komorn † 4. Jänner 1957 in Wien              | SPÖ                        | 1.                         | 21. Juni 1951 – 4. Jänner 1957        | 52,1 % 39,2 %              | 2 1                        | Ja ↓                       |
| 5                           | Nach dem Besuch der Technischen Militärakademie in Wien konnte sich Körner für die Ausbildung zum Generalstab qualifizieren. Nach seiner Tätigkeit im Ersten Weltkrieg war er maßgeblich am Aufbau des österreichischen Bundesheeres beteiligt, 1924 wurde er pensioniert und zum General befördert. Im selben Jahr trat er in die SPÖ ein und startete seine politische Karriere. Körner war auch Mitglied der Zentralleitung des Republikanischen Schutzbundes. Nach dem Zweiten Weltkrieg wurde er am 17. April 1945 Bürgermeister von Wien. 1950 wurde er von den Sozialdemokraten für die erste Volkswahl des Bundespräsidenten 1951 nominiert, die er im zweiten Wahlgang gewann. |                                                                            |                            |                            |                                       |                            |                            |                            |
| 6                           | Adolf Schärf | * 20. April 1890 in Nikolsburg, Südmähren † 28. Februar 1965 in Wien       | SPÖ                        | 1.                         | 22. Mai 1957 – 22. Mai 1963           | 51,1 %                     | 1                          | Ja ↓                       |
| 6                           | Adolf Schärf | * 20. April 1890 in Nikolsburg, Südmähren † 28. Februar 1965 in Wien       | SPÖ                        | 2.                         | 22. Mai 1963 – 28. Februar 1965       | 55,4 %                     | 1                          | Ja ↓                       |
| 6                           | Nach dem Ersten Weltkrieg war Adolf Schärf Sekretär der sozialdemokratischen Parlamentspräsidenten Seitz, Eldersch und Renner sowie des sozialdemokratischen Abgeordnetenklubs und 1933/34 war er Mitglied des Bundesrates. Nach der Errichtung der Ständestaatsdiktatur durch Engelbert Dollfuß 1934 legte der promovierte Doktor der Rechtswissenschaften die Rechtsanwaltsprüfung ab, um als Anwalt arbeiten zu können, was er während des Zweiten Weltkrieges auch tat. Als Mitglied der Widerstandsgruppe O5 war er 1944, wie auch 1934 und 1938, kurzzeitig in politischer Haft. Nach dem Krieg wurde er wie Leopold Figl und Johann Koplenig politischer Staatssekretär der Provisorischen Staatsregierung unter Karl Renner. Nach den ersten Nationalratswahlen im November 1945 war Schärf bis 1957 SPÖ-Parteivorsitzender, Vizekanzler der Koalitionsregierungen von ÖVP und SPÖ und Abgeordneter zum Nationalrat. Nach den Bundespräsidentenwahlen 1957 wurde Schärf dritter Bundespräsident der Zweiten Republik. 1963 wurde er als erster Präsident wiedergewählt. |                                                                            |                            |                            |                                       |                            |                            |                            |
| 7                           | Franz Jonas | * 4. Oktober 1899 in Wien † 24. April 1974 in Wien                         | SPÖ                        | 1.                         | 9. Juni 1965 – 9. Juni 1971           | 50,7 %                     | 1                          | Ja ↓                       |
| 7                           | Franz Jonas | * 4. Oktober 1899 in Wien † 24. April 1974 in Wien                         | SPÖ                        | 2.                         | 9. Juni 1971 – 24. April 1974         | 52,8 %                     | 1                          | Ja ↓                       |
| 7                           | Franz Jonas war gelernter Schriftsetzer. In der Zeit der Weltwirtschaftskrise der 1930er Jahre fungierte er als Sekretär der Sozialdemokratischen Arbeiterpartei. Nach der Ausschaltung des Parlaments 1933 und dem Verbot der Sozialdemokratie durch Dollfuß wurde Jonas arbeitslos. Zeitweise arbeitete er als Zeitungssetzer. Nachdem er 1945 an der Gründung der SPÖ teilgenommen hatte, war er von 1948 bis 1949 Stadtrat für Ernährungswesen in Wien. Danach war er bis 1951 Stadtrat für Bauwesen und nach der Wahl von Bürgermeister Theodor Körner zum Bundespräsidenten war er 1951–1965 Bürgermeister von Wien. Zugleich war er Präsident des Österreichischen Städtebundes. Von 1952 bis 1953 war er auch Mitglied des Bundesrates und danach bis 1965 auch Abgeordneter zum Nationalrat. Nach dem Tod Adolf Schärfs trat er für die SPÖ bei den Bundespräsidentenwahlen 1965 an. Nach seiner ersten Amtsperiode wurde er 1971 wiedergewählt. |                                                                            |                            |                            |                                       |                            |                            |                            |
| 8                           | Rudolf Kirchschläger | * 20. März 1915 in Niederkappel † 30. März 2000 in Wien                    | parteilos                  | 1.                         | 8. Juli 1974 – 8. Juli 1980           | 51,7 %                     | 1                          | Nein                       |
| 8                           | Rudolf Kirchschläger | * 20. März 1915 in Niederkappel † 30. März 2000 in Wien                    | parteilos                  | 2.                         | 8. Juli 1980 – 8. Juli 1986           | 79,9 %                     | 1                          | Nein                       |
| 8                           | Rudolf Kirchschläger begann nach seiner Matura 1935 das Studium der Rechtswissenschaften, das er 1940 abschloss. Während eines zweimonatigen Fronturlaubes bereitete er sich auf sein Staatsexamen vor und erhielt sein Rigorosum mit Auszeichnung. Nach dem Zweiten Weltkrieg war er zunächst Lehroffizier an der Theresianischen Militärakademie. Zwischen 1947 und 1954 war er Richter am Bezirksgericht Langenlois, danach arbeitete er als Rechtsexperte im Außenministerium. 1954 war er Landesgerichtsrat am Bezirksgericht Wien-Innere Stadt. 1963 war er Kabinettchef bei den Außenministern Bruno Kreisky und Lujo Tončić-Sorinj, danach war er von 1967 an österreichischer Gesandter in Prag bis zu seiner 1970 erfolgten Berufung als Parteiloser zum Außenminister der Bundesregierung Kreisky I. Nach dem Tod von Franz Jonas wurde er von der SPÖ unter Bruno Kreisky als Parteiloser für die Bundespräsidentenwahlen 1974 nominiert, die er gewann. 1980 wurde er für eine zweite Amtszeit wiedergewählt. |                                                                            |                            |                            |                                       |                            |                            |                            |
| 9                           | Kurt Waldheim | * 21. Dezember 1918 in St. Andrä-Wördern † 14. Juni 2007 in Wien           | parteilos                  | 1.                         | 8. Juli 1986 – 8. Juli 1992           | 53,9 % 49,6 %              | 2 1                        | Nein                       |
| 9                           | Der promovierte Doktor der Rechtswissenschaften arbeitete nach dem Krieg als Sekretär von Außenminister Karl Gruber, danach war er als Diplomat in Paris von 1948 bis 1951, in Toronto von 1956 bis 1960 und Botschafter in New York von 1964 bis 1968 sowie 1970 bis 1971 tätig. Von 1968 bis 1970 war er österreichischer Außenminister. 1971 kandidierte er für die ÖVP bei den Bundespräsidentenwahlen, doch der SPÖ-Kandidat Jonas konnte die Wahl für sich entscheiden. Zuvor arbeitete Waldheim als ständiger österreichischer UN-Beobachter von 1955 bis 1956. Von 1964 bis 1968 und von 1970 bis 1971 war er ständiger österreichischer Vertreter bei den Vereinten Nationen. Nach der Wahlniederlage bei den Bundespräsidentenwahlen 1971 wurde er im selben Jahr zum UN-Generalsekretär gewählt und übte dieses Amt zwei Amtsperioden bis 1981 aus. Nach seiner Gastprofessur an der Georgetown University in Washington, D.C. bis 1983 kandidierte er 1986 für die ÖVP neuerlich bei den Bundespräsidentenwahlen und setzte er sich im zweiten Wahlgang gegen Kurt Steyrer (SPÖ) durch. Die Wahlen wurden durch die sogenannte Waldheim-Affäre überschattet. |                                                                            |                            |                            |                                       |                            |                            |                            |
| 10                          | Thomas Klestil | * 4. November 1932 in Wien † 6. Juli 2004 in Wien                          | ÖVP                        | 1.                         | 8. Juli 1992 – 8. Juli 1998           | 56,9 % 37,2 %              | 2 1                        | Ja ↓                       |
| 10                          | Thomas Klestil | * 4. November 1932 in Wien † 6. Juli 2004 in Wien                          | ÖVP                        | 2.                         | 8. Juli 1998 – 6. Juli 2004           | 63,4 %                     | 1                          | Ja ↓                       |
| 10                          | Nach der Matura studierte Thomas Klestil an der Hochschule für Welthandel und schloss 1957 sein Studium mit der Promotion zum Doktor der Handelswissenschaften ab. Danach startete er seine Diplomatenlaufbahn im Bundeskanzleramt in der Sektion, die die Außenbeziehungen Österreichs wahrnahm. Von 1959 bis 1962 war er Mitglied der österreichischen Delegation bei der OECD in Paris. 1962 wurde er an die österreichische Botschaft in Washington versetzt. 1966 wurde er Sekretär bei Bundeskanzler Josef Klaus. Später wurde Klestil UNO-Botschafter Österreichs in New York. 1989 kehrte er nach Österreich zurück und wurde unter Alois Mock Generalsekretär des Außenministeriums. Bei den Bundespräsidentenwahlen 1992 kandidierte er für die ÖVP und konnte sich im zweiten Wahlgang gegen den SPÖ-Kandidaten Rudolf Streicher durchsetzen. In seine zweite Amtszeit nach den Wahlen 1998, bei denen auch SPÖ und FPÖ seine Wahl empfahlen, fiel das Novum, dass sich 2000 mit der ÖVP-FPÖ-Regierung erstmals eine Regierung bildete, die vom Bundespräsidenten nicht gewünscht war, aber die Mehrheit des Nationalrats hinter sich hatte. Bekannt wurde Klestils steinerne Miene bei der Angelobung dieser Regierung, die zum Bruch mit seiner Partei führte. Am 5. Juli 2004 erlitt Klestil zwei Herzinfarkte, an deren Folgen er einen Tag später, also zwei Tage vor Ende seiner zweiten Amtsperiode, starb. |                                                                            |                            |                            |                                       |                            |                            |                            |
| 11                          | Heinz Fischer | * 9. Oktober 1938 in Graz                                                  | SPÖ                        | 1.                         | 8. Juli 2004 – 8. Juli 2010           | 52,39 %                    | 1                          | Nein ↓                     |
| 11                          | Heinz Fischer | * 9. Oktober 1938 in Graz                                                  | SPÖ                        | 2.                         | 8. Juli 2010 – 8. Juli 2016           | 79,33 %                    | 1                          | Nein ↓                     |
| 11                          | Der in Graz geborene Heinz Fischer wuchs in Wien auf, wo er seine Schullaufbahn absolvierte. Nach der Matura 1956 studierte er an der Universität Wien Rechtswissenschaften und 1961 promovierte er. Nach seinem Studium war Fischer als Klubsekretär der SPÖ tätig, 1971 wurde er in den Nationalrat gewählt, dem er, mit einer dreijährigen Unterbrechung, bis 2004 angehörte. Neben seiner politischen Tätigkeit in der SPÖ wurde er 1978 habilitiert und 1993 zum Professor für Politikwissenschaft an der Universität Innsbruck berufen. 1975 wurde er Klubobmann der SPÖ, 1977 stellvertretender Parteivorsitzender. Zwischen 1983 und 1987 war er Wissenschaftsminister in der Bundesregierung unter Fred Sinowatz, danach war er wieder Klubobmann der SPÖ. 1990 wurde Fischer zum Präsidenten des Österreichischen Nationalrates gewählt und übte dieses Amt bis 2002 aus. Von 1992 bis 2004 war Fischer stellvertretender Vorsitzender der Sozialdemokratischen Partei Europas. Von 2002 bis 2004 war er Zweiter Nationalratspräsident. Bei den Bundespräsidentenwahlen 2004 setzte sich Fischer gegen die ÖVP-Kandidatin Benita Ferrero-Waldner durch. Mit Amtsantritt am 8. Juli 2004 stellte Fischer seine Parteimitgliedschaft bei der SPÖ ruhend und erklärte, als Bundespräsident über den Parteien stehen zu wollen. 2010 wurde er für eine zweite Amtszeit wiedergewählt.                                   |                                                                            |                            |                            |                                       |                            |                            |                            |
| 12                          | Alexander Van der Bellen | * 18. Jänner 1944 in Wien                                                  | Grüne                      | 1.                         | 26. Jänner 2017 – 26. Jänner 2023     | 53,8 % 21,3 %              | 2 1                        | Nein ↓                     |
| 12                          | Alexander Van der Bellen | * 18. Jänner 1944 in Wien                                                  | Grüne                      | 2.                         | 26. Jänner 2023 –                     | 56,7 %                     | 1                          | Nein ↓                     |
| 12                          | Alexander Van der Bellen wuchs im Kaunertal in Tirol und Innsbruck auf. Er studierte nach bestandener Matura Volkswirtschaftslehre an der Universität Innsbruck und promovierte an ebendieser. An der Universität Innsbruck arbeitete er zunächst als wissenschaftliche Hilfskraft, bevor er in Innsbruck und an der Universität Wien als Universitätsprofessor tätig war. 1997 übernahm Van der Bellen die Funktion des Bundessprechers (Parteiobmann) bei den Grünen Österreichs und blieb bis 2008 in dieser Position. Nach Verlusten bei der Nationalratswahl 2008 trat er als Bundessprecher zurück, verblieb allerdings im Nationalrat. Später wechselte er in den Wiener Gemeinderat, bevor er sich für die Kandidatur zum Bundespräsidenten entschied. Offiziell als unabhängig angetreten, wurde er von den Grünen unterstützt, erklärte aber, als Bundespräsident über den Parteien stehen zu wollen. Am 17. Oktober 2022 wurde er für eine zweite Amtszeit wiedergewählt und wurde am 26. Jänner 2023 für diese zweite Amtszeit angelobt. |                                                                            |                            |                            |                                       |                            |                            |                            |

Fußnoten:
1. ↑  Seitz war als Einzelperson das erste republikanische Staatsoberhaupt Österreichs, führte aber nicht die Bezeichnung Bundespräsident.
2. ↑  Wurde von der Nationalversammlung zu ihrem Präsidenten und damit zum Staatsoberhaupt gewählt.
3. 1 2 3 4 5  Wurde von der Bundesversammlung gewählt.
4. ↑  Bei der Wahl 1998 wurde Klestil von ÖVP, SPÖ und FPÖ unterstützt.
5. ↑  Fischer stellte seine SPÖ-Mitgliedschaft für die Zeit seiner Präsidentschaft ruhend.
6. ↑  Parteiunabhängige Kandidatur; Van der Bellen stellt seine Parteimitgliedschaft für die Zeit seiner Präsidentschaft ruhend.

## Interimistische Funktionsausübung
Bis 1977 übte gemäß der damals gültigen Fassung des Artikels 64 B-VG der Bundeskanzler nach dem Tod oder der Amtsunfähigkeit des jeweiligen Bundespräsidenten interimistisch dessen Funktionen bis zur Wahl eines neuen Staatsoberhauptes aus.
Am 13. März 1938 sollte der „Anschluss Österreichs“ an das Deutsche Reich staatsrechtlich vollzogen werden, auch wenn es sich dabei um eine Farce handelte. Bundeskanzler war seit zwei Tagen der Nationalsozialist Arthur Seyß-Inquart. Das von der NS-Bundesregierung „beschlossene“ Bundesgesetz musste, den Regeln der Ständestaatsverfassung entsprechend, vom Bundespräsidenten unterzeichnet werden, um in Kraft treten zu können. Wilhelm Miklas weigerte sich und trat zurück. Seine Funktionen gingen damit verfassungsgemäß auf Bundeskanzler Seyß-Inquart über. Dieser unterschrieb den Beschluss nunmehr in seiner Doppelfunktion als amtierendes Staatsoberhaupt und als Bundeskanzler. Seine Unterschrift gab dem Anschlussgesetz Rechtskraft; da damit der Staat Österreich zu bestehen aufhörte, endete mit dieser Unterschrift auch Seyß’ Funktion als amtierendes Staatsoberhaupt. Wie die gesamte Gesetzgebung der Ständestaatsdiktatur wurde dieser Vorgang bei der Wiedererrichtung der Republik Österreich 1945 als verfassungswidrig aufgehoben.
Seit der Änderung des Art. 64 Abs. 1 im Jahr 1977 gehen die Amtsgeschäfte des Bundespräsidenten bei dauernder Erledigung des Amtes bis zur Angelobung eines neugewählten Bundespräsidenten auf das Kollegium der drei Nationalratspräsidenten über.
Legende Tabelle:
- Nr.: Chronologische Reihenfolge
- Name: Die Funktion ausübende Person/en
- Partei: Partei(en), der (denen) die Person(en) angehört hat (haben)
- Amtszeit: Dauer der interimistischen Amtsausübung
- nach BP: Zuvor amtierender Bundespräsident

| Nr. | Name                                          | Partei      | Interimistische Amtszeit          | nach BP          |
| --- | --------------------------------------------- | ----------- | --------------------------------- | ---------------- |
| 1   | Leopold Figl                                  | ÖVP         | 31. Dezember 1950 – 21. Juni 1951 | Karl Renner ↑    |
| 2   | Julius Raab                                   | ÖVP         | 4. Jänner 1957 – 22. Mai 1957     | Theodor Körner ↑ |
| 3   | Josef Klaus                                   | ÖVP         | 28. Februar 1965 – 9. Juni 1965   | Adolf Schärf ↑   |
| 4   | Bruno Kreisky                                 | SPÖ         | 24. April 1974 – 8. Juli 1974     | Franz Jonas ↑    |
| 5   | Andreas Khol Barbara Prammer Thomas Prinzhorn | ÖVP SPÖ FPÖ | 6. Juli 2004 – 8. Juli 2004       | Thomas Klestil ↑ |
| 6   | Doris Bures Karlheinz Kopf Norbert Hofer      | SPÖ ÖVP FPÖ | 8. Juli 2016 – 26. Jänner 2017    | Heinz Fischer ↑  |